# 藤井いよな
藤井 いよな（ふじい いよな、1998年6月24日 - ）は、日本の元AV女優。リスタープロ（旧 グランツプロ）所属だった。

## 略歴
2020年11月、アイデアポケット専属女優としてデビュー。
2023年3月よりアタッカーズ専属となった。2023年9月発売の『藤井いよな、AV引退。種無しの父親に代わって俺が義母を孕ませた。』でAV女優を引退。
2025年4月、2作品限定で復帰したことインスタグラムで発表（撮影は2024年）。継続する予定はない。

## 人物
- 芸名の「いよな」は漫画の『まじかる☆タルるートくん』のヒロイン・河合伊代菜から[4]。
- 初体験は高校1年生終わり頃で、相手は別の高校に通っていた先輩で彼氏の家で。デビュー前までの経験人数2人[4]。
- デビュー前はシステムエンジニアのアシスタントをしていた[5]。
- アニメなどオタク気質であり、気になることはすぐ調べる[6]。未解決事件情報などを知るとネットサーフィンが止まらなくなることもある[6]。
- アニメ『クレヨンしんちゃん』に関しては、タイトルやシーンをすらすら挙げられる程のファン。アイドルマニアで特に乃木坂46、BiSHのファンである[1]。また、ロックバンドL'Arc〜en〜Cielの熱狂的ファンとしても知られる[6]。
- クールに見えるが関係性が深まると感情表現が豊かになる忠犬タイプ。嬉しさがピークに達すると、飛び跳ねて喜ぶ[7]。
- AVライターの芝田カズは「清純派のイメージを保ちながら、エロ度だけが（キャリアとともに）パワーアップしていったのが素晴らしかった」と述懐した[2]。

## 作品

### アダルトDVD
- 新人 AV Debut FIRST IMPRESSION 145 美星 −美しき新星− 藤井いよな（11月13日、アイデアポケット）
- 美しくイク。快感絶頂 初体験4本番SPECIAL −美しき新星− 藤井いよな（12月13日、アイデアポケット）

- 「早く脱いでしよっ?」 寝ても覚めてもディープキス ヤリまくりヴァーチャルH同棲性活 ラブラブカップル 藤井いよな（1月13日、アイデアポケット）
- 【完絶】-KANZETSU- ポルチオ開発! 性器激震 超絶オーガズムFUCK 遂に限界突破!! 藤井いよな（2月13日、アイデアポケット）
- 出張先相部屋NTR 絶倫の上司に一晩中何度もイカされ続けた美人女子社員 一晩で8発もの精子をそそがれる絶倫寝取り性交映像! 藤井いよな（3月13日、アイデアポケット）
- 「終電ないならウチ来なよ」僕の恋人が家で待ってるのに、終電逃がし同僚女子社員の家に泊まる流れに… ノーパンノーブラ 部屋着に興奮した絶倫のボクは一晩中ヤりまくった。。。 濃密4本番 藤井いよな（4月13日、アイデアポケット）
- キレイなお姉さんと交わすヨダレだらだらツバだくだく濃厚な接吻とセックス 藤井いよな（5月13日、アイデアポケット）
- もうセックスなしでは生きていけない… 絶頂イキ 286回 マ○コ痙攣 3045回 鬼ピストン 2781回 快感潮 測定不能 絶頂覚醒 藤井いよな（6月13日、アイデアポケット）
- 携帯ナースコールで24時間口内射精OK! 即尺超好きおしゃぶり痴女ナース 藤井いよな（7月13日、アイデアポケット）
- 「私、無理矢理ヤラれました…」 次から次へと入れ代わり…　バトンレ×プされたRQ。藤井いよな（8月13日、アイデアポケット）
- 死ぬほど気持ち悪い上司のデカチンに何度もイカされる屈辱レ×プ 変態上司にザーメンマーキングされた藤井いよな（9月14日、アイデアポケット）
- おじさん大好き痴女美少女が中年チ○ポを射精へ誘う焦らし寸止め舐めまくり性交 藤井いよな（10月12日、アイデアポケット）
- 禁欲の果て、汗と絶頂汁まみれで交わりまくった3日間 藤井いよな（11月9日、アイデアポケット）
- We are ideapocket! アイポケキャンペーンSpecial DVD!（2021年11月11日、アイデアポケット）※アイデアポケット専属女優15名の撮りおろしオムニバス作品。
- 「ごっくんもあるよ」 即尺! 即ハメ! 時短即効型! 数珠繋ぎ都合のイイタダマン制服ビッチの男喰い 藤井いよな （12月14日、アイデアポケット）

- 美脚エステティシャン地獄堕ち催眠レ〇プ 蔑んで笑ったボクのち〇ぽに犯されるなんて最高だろ 藤井いよな（1月11日、アイデアポケット）
- 死ぬほど大嫌いな上司と出張先の温泉旅館でまさかの相部屋に… 醜い絶倫おやじに何度も何度もイカされてしまった私。藤井いよな（2月8日、アイデアポケット）
- -解禁- 人生初 生中出しセックス 藤井いよな（3月8日、アイデアポケット）
- 旦那への罪悪感を覚えつつ今日も義父の濃密レ●プに繰り返し絶頂を… 藤井いよな（4月12日、アイデアポケット）
- エリート囮捜査官孕ませ輪姦 媚薬アクメ漬けにされち　ぽ奴隷と化した美人キャリア 藤井いよな（5月10日、アイデアポケット）
- 身代わり肉便器 射精しても射精しても終わらない絶倫極道オヤジとの10日間孕ませ監禁生活 藤井いよな（6月14日、アイデアポケット）
- 『 黙っててヤルからパンツ脱げよ。』 万引き美少女…何発ヤッても帰してくれないしつこい追姦ピストン中出しレ×プの悲劇。藤井いよな（7月12日、アイデアポケット）
- 教え子の藤井と放課後ラブホで… 理性やモラルなんて何の歯止めにもならない欲情セックス 藤井いよな（8月9日、アイデアポケット）
- 「センパイ、私と内緒でエッチしよっ」 小悪魔誘惑サークルクラッシャービッチ 藤井いよな（9月13日、アイデアポケット）
- 「ホテルで休憩する?」 新入社員歓迎会で酔いつぶれた僕が会社の受付嬢に逆お持ち帰りされ朝まで精子搾り抜かれた一夜。藤井いよな（10月11日、アイデアポケット）
- 同棲中の彼氏が不在中に、相性抜群だった元カレを連れ込みただひたすらSEXしまくった私。 「元カレとのSEXが忘れられなくて…」 藤井いよな（11月8日、アイデアポケット）

- 女教師玩具化計画 藤井いよな（3月7日、アタッカーズ）
- 妻が女友達と行った旅行で知らない男にナンパされていた。藤井いよな（4月4日、アタッカーズ）
- ムカつく男の妻を社長秘書として雇って好き放題犯す。 ねっとりフェラチオNTR 藤井いよな（5月2日、アタッカーズ）
- 他界した夫のクズ親父に孕まされた未亡人 藤井いよな（6月6日、アタッカーズ）
- 舐め犯された美顔 藤井いよな（7月4日、アタッカーズ）
- 仕事帰りの人妻が堕ちる媚薬失禁マッサージサロン 藤井いよな（8月1日、アタッカーズ）
- 藤井いよな、AV引退。種無しの父親に代わって俺が義母を孕ませた。（9月5日、アタッカーズ）[2]

- ≪マッチングレンタル彼女YSPヤリ捨てぽい≫ デート相手として選んだ女をホテルへ連れ込んでグイグイ攻めまくってヤリ捨てた動画。いよなちゃん。（5月2日、NPJ）※いよな名義

### アダルトVR
- FIRST VR IMPRESSION 初VR 王道体位で完全ヴァーチャルSEX!!（6月3日、アイデアポケット）
- 「ディープキスする?」トロける激情接吻Sex VR 濃厚キス欲情ピストン炸裂!（8月2日、アイデアポケット）
- リピート通いで本番させてくれる!? 超ミニスカ透け制服ピンサロ嬢と本番!? VR 「イイこと（挿入）したいな?」（9月30日、アイデアポケット）
- エッチいっぱいシテ欲しいなっ 藤井いよなをボクだけ独占! 46時中セックス中毒なボクらのイチャハメ神同棲（11月22日、アイデアポケット）

- 憧れの先輩が東京に染まり超絶ヤリマンになって帰ってきた。何回射精しても許してもらえずそのまま朝までハメまくりVR 奇跡のエロシチュエーション!! 朝までタダマンSEX!!（3月10日、アイデアポケット）
- 徹底解剖 藤井いよな全裸図鑑VR（9月26日、アイデアポケット）
- 妹の彼ピのち○ちんがエッチだからシタくなっちゃった。 彼女の姉は地元で有名な淫乱ハッピービッチ! 期待通り彼女が寝ている隙にボクのち○ぽ咥え込みこっそり中出しエッチVR ヤリたがり欲求痴女お姉さんと秘密のサイレントSEX!! 藤井いよな（11月18日、アイデアポケット）

### イメージビデオ
- Iyona インドア彼女と過ごしたら・藤井いよな（2021年3月18日、REbecca）
- AV女優 藤井いよな（2021年5月26日、スパークビジョン）
- 湯女美人 藤井いよな（2022年6月29日、スパイスビジュアル）
- AV女優 ～セクシー女優10人の裸エプロン～（2023年1月26日、スパークビジョン）

### デジタル写真集
- AV女優 藤井いよな（2021年6月3日、スパークビジョン、撮影：タイガー）
- Iyona インドア彼女と過ごしたら 藤井いよな（2021年6月11日、REbecca）
- We are IdeaPocket! Special Photo Book（2021年11月11日、FANZA BEAUTY COLLECTION）※アイデアポケット専属女優15名による撮り下ろしデジタル写真集。
- ＃Escape 藤井いよな（2022年4月22日、ジーオーティー、撮影：manimanium）

## 出演

### ウェブテレビ
- カチコチTV（2021年12月17日、24日、FANZA見放題）